# Charentilly
Charentilly ist eine französische Gemeinde mit 1.385 Einwohnern (Stand: 1. Januar 2022) im Département Indre-et-Loire in der Region Centre-Val de Loire; sie gehört zum Arrondissement Chinon und zum Kanton Château-Renault. Die Einwohner werden Charentillais und Charentillaises genannt.

## Geographie
Die Gemeinde Charentilly liegt an der Petite Choisille, etwa zehn Kilometer nordnordwestlich von Tours. Umgeben wird Charentilly von den Nachbargemeinden Semblançay im Westen und Norden, Saint-Antoine-du-Rocher im Nordosten und Osten, La Membrolle-sur-Choisille im Südosten, Fondettes im Süden sowie Saint-Roch im Südwesten und Westen.

## Bevölkerungsentwicklung
| Jahr                       | 1962 | 1968 | 1975 | 1982 | 1990 | 1999 | 2006 | 2013 | 2021 |
| Einwohner                  | 449  | 443  | 509  | 641  | 855  | 987  | 1030 | 1202 | 1336 |
| Quellen: Cassini und INSEE |      |      |      |      |      |      |      |      |      |

## Sehenswürdigkeiten
- Kirche Saint-Laurent mit Ursprüngen aus dem 12. Jahrhundert, Monument historique
- Schloss Poillé aus dem Jahr 1830
- ehemaliges Herrenhaus (Manoir des Ligneries) aus dem 15. Jahrhundert, in Teilen Monument historique

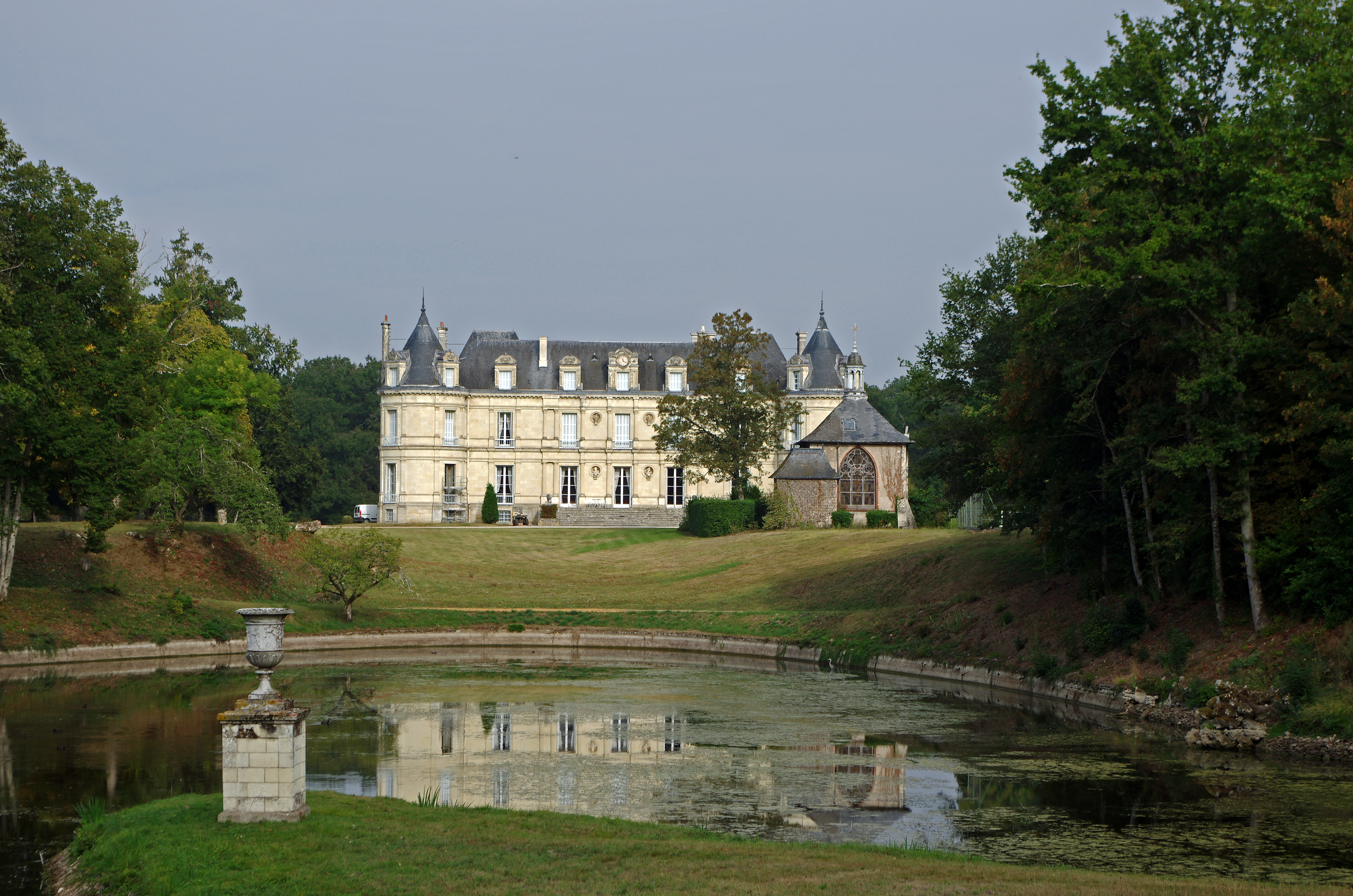
Schloss Charentilly
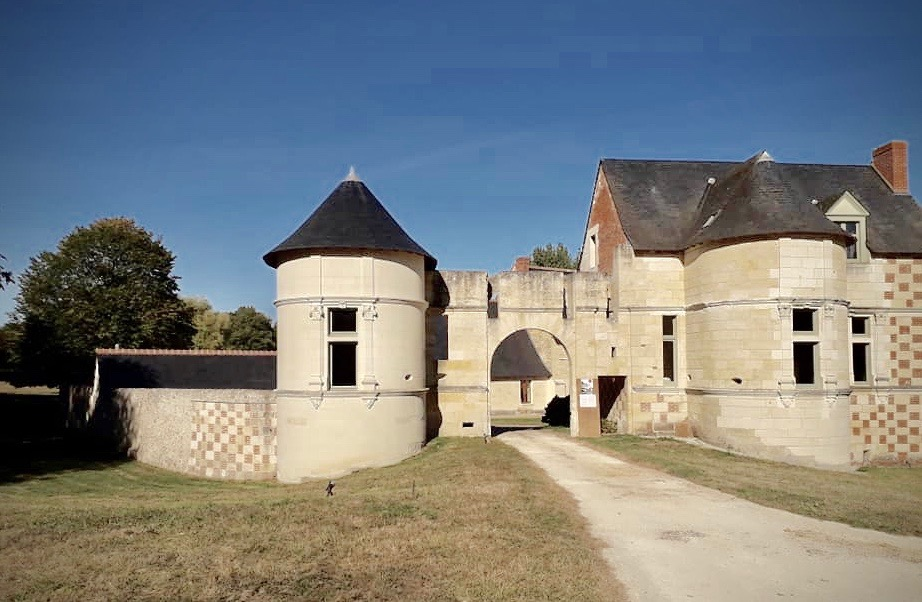
Ehemaliges Herrenhaus